# 47e cérémonie des Grammy Awards
 (avril 2025).
Si vous disposez d'ouvrages ou d'articles de référence ou si vous connaissez des sites web de qualité traitant du thème abordé ici, merci de compléter l'article en donnant les références utiles à sa vérifiabilité et en les liant à la section « Notes et références ».
La 47e cérémonie des Grammy Awards s'est déroulée le 13 février 2005 au Staples Center à Los Angeles.

## Palmarès
| Prix                      | Artiste                    | Titre                |
| ------------------------- | -------------------------- | -------------------- |
| Enregistrement de l'année | Ray Charles et Norah Jones | Here We Go Again     |
| Album de l'année          |                            | Genius Loves Company |
| Chanson de l'année        | John Mayer                 | Daughters            |
| Meilleur nouvel artiste   | Maroon 5                   | Maroon 5             |

| Prix                 | Artiste                          | Titre                    |
| -------------------- | -------------------------------- | ------------------------ |
| Best Country Song    |                                  | Live Like You Were Dying |
| Best Country Album   | Loretta Lynn                     | Van Lear Rose            |
| Best Bluegrass Album | Ricky Skaggs et Kentucky Thunder | Brand New Strings        |
| Best New Age Album   | Will Ackerman                    | Returning                |

| Prix                                              | Artiste                   | Titre                                |
| ------------------------------------------------- | ------------------------- | ------------------------------------ |
| Best Contemporary Jazz Album                      | Bill Frisell              | Unspeakable                          |
| Best Jazz Vocal Album                             | Nancy Wilson              | R.S.V.P. (Rare Songs, Very Personal) |
| Best Jazz Instrumental Solo                       | Herbie Hancock            | Speak Like a Child                   |
| Best Jazz Instrumental Album, Individual or Group |                           | Illuminations                        |
| Best Large Jazz Ensemble Album                    | Maria Schneider Orchestra | Concert in The Garden                |
| Best Latin Jazz Album                             | Charlie Haden             | Land Of The Sun                      |

| Prix                                              | Artiste                                 | Titre                     |
| ------------------------------------------------- | --------------------------------------- | ------------------------- |
| Best Gospel Performance                           | Ray Charles et Gladys Knight            | Heaven Help Us All        |
| Best Rock Gospel Album                            | Third Day                               | Wire                      |
| Best Pop/Contemporary Gospel Album                | Steven Curtis Chapman                   | All Things New            |
| Best Southern, Country, or Bluegrass Gospel Album | Randy Travis                            | Worship & Faith           |
| Best Traditional Soul Gospel Album                | Ben Harper et The Blind Boys of Alabama | There Will Be a Light     |
| Best Contemporary Soul Gospel Album               | Smokie Norful                           | Nothing Without You       |
| Best Gospel Choir Or Chorus Album                 |                                         | Live...This is Your House |

| Prix                           | Artiste | Titre                                                                            |
| ------------------------------ | ------- | -------------------------------------------------------------------------------- |
| Best Opera Recording           |         | Mozart: Le Nozze Di Figaro                                                       |
| Best Chamber Music Performance |         | Prokofiev (Arr. Pletnev): Cinderella - Suite For Two Pianos/Ravel: Ma Mère L'Oye |

| Prix             | Artiste | Titre                                                                                         |
| ---------------- | ------- | --------------------------------------------------------------------------------------------- |
| Best Album Notes |         | The Complete Columbia Recordings Of Woody Herman And His Orchestra & Woodchoppers (1945-1947) |